# Zoe MacKinnon
Zoe Elizabeth MacKinnon (ur. 5 października 1959 w Toronto, zm. 29 stycznia 2014 w Guelph) – kanadyjska hokeistka na trawie, olimpijka.
Grała na pozycji bramkarki. Była zawodniczką zespołu University of Toronto – Varsity Blues, sięgając po czołowe lokaty w rozgrywkach międzyuczelnianych (pod auspicjami Canadian Interuniversity Athletics Union) i mistrzostwach prowincji Ontario. W 1983 została powołana do reprezentacji kraju na mistrzostwa świata w Kuala Lumpur (Kanada zajęła 2. miejsce), a rok później była rezerwową bramkarką na igrzyskach olimpijskich w Los Angeles i zagrała w przegranych meczach przeciwko USA i RFN (zespół zajął 5. miejsce).
W 2011 została wpisana do sportowej Hall of Fame na University of Toronto. Zmarła po chorobie nowotworowej 29 stycznia 2014.